# Banlung
Banlung (en jemer: បានលុង) es la capital de la provincia de Ratanak Kirí en el noreste de Camboya. Banlung está a 636 kilómetros de la capital camboyana, Nom Pen. La provincia de Ratanak Kirí limita con Vietnam y Laos. Banlung es también la capital del distrito de Banlung. La ciudad tiene una población de alrededor de 17 000 personas y el distrito que la rodea tiene una población de 23 888. La ciudad se convirtió en la capital de la provincia de Ratanak Kirí en 1979, tras la caída del régimen de los Jemeres rojos. La capital fue trasladada de Voen Sai a Banlung con el fin de facilitar el comercio con Vietnam (antes de Voen Sai, la capital fue Lumphat). Antes de 1979, la ciudad era conocida como Labansiek. Es un centro comercial relativamente animado; las minorías étnicas que víven en los pueblos de los alrededores vienen a menudo al mercado de la ciudad para vender sus productos.

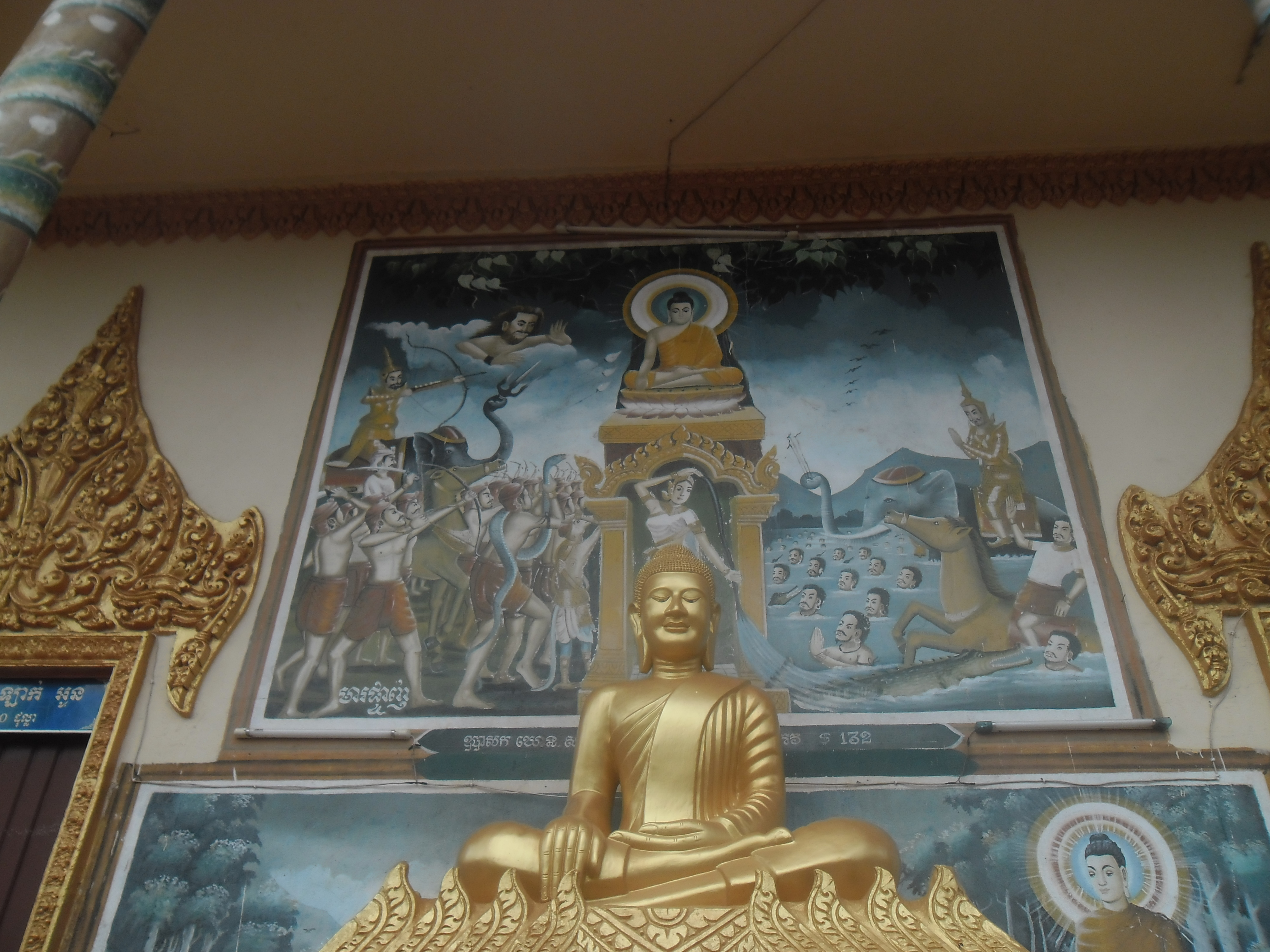
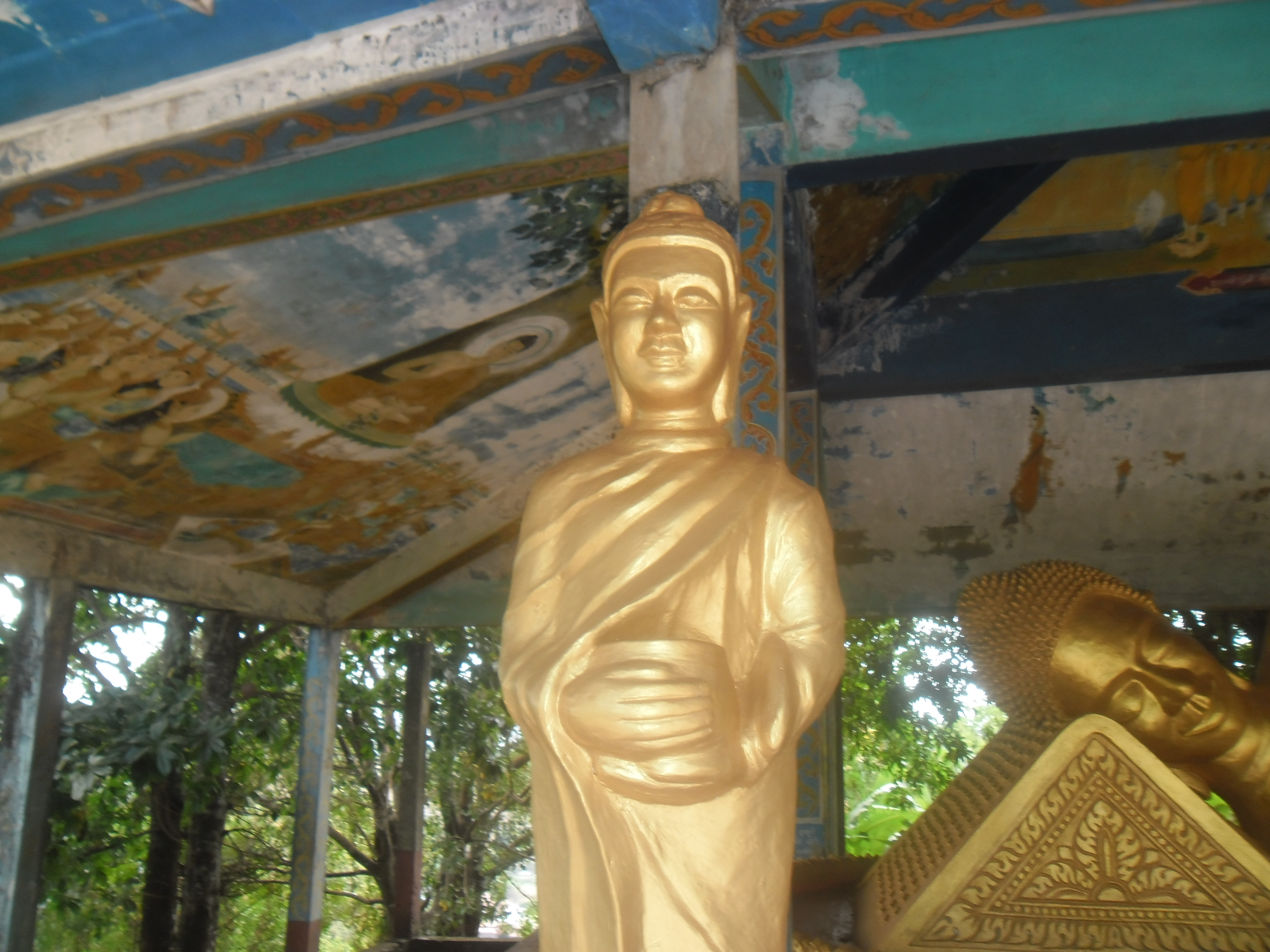
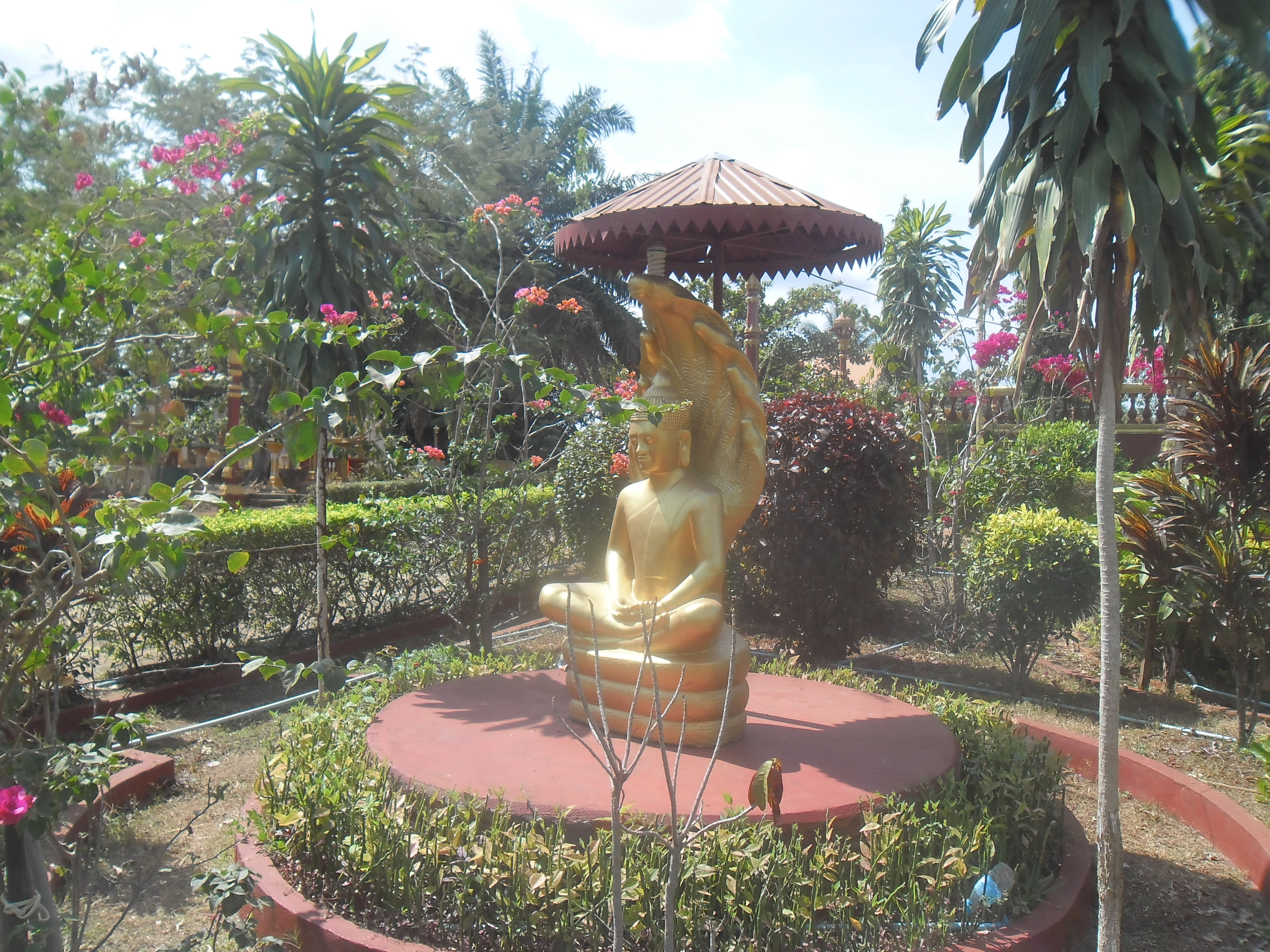
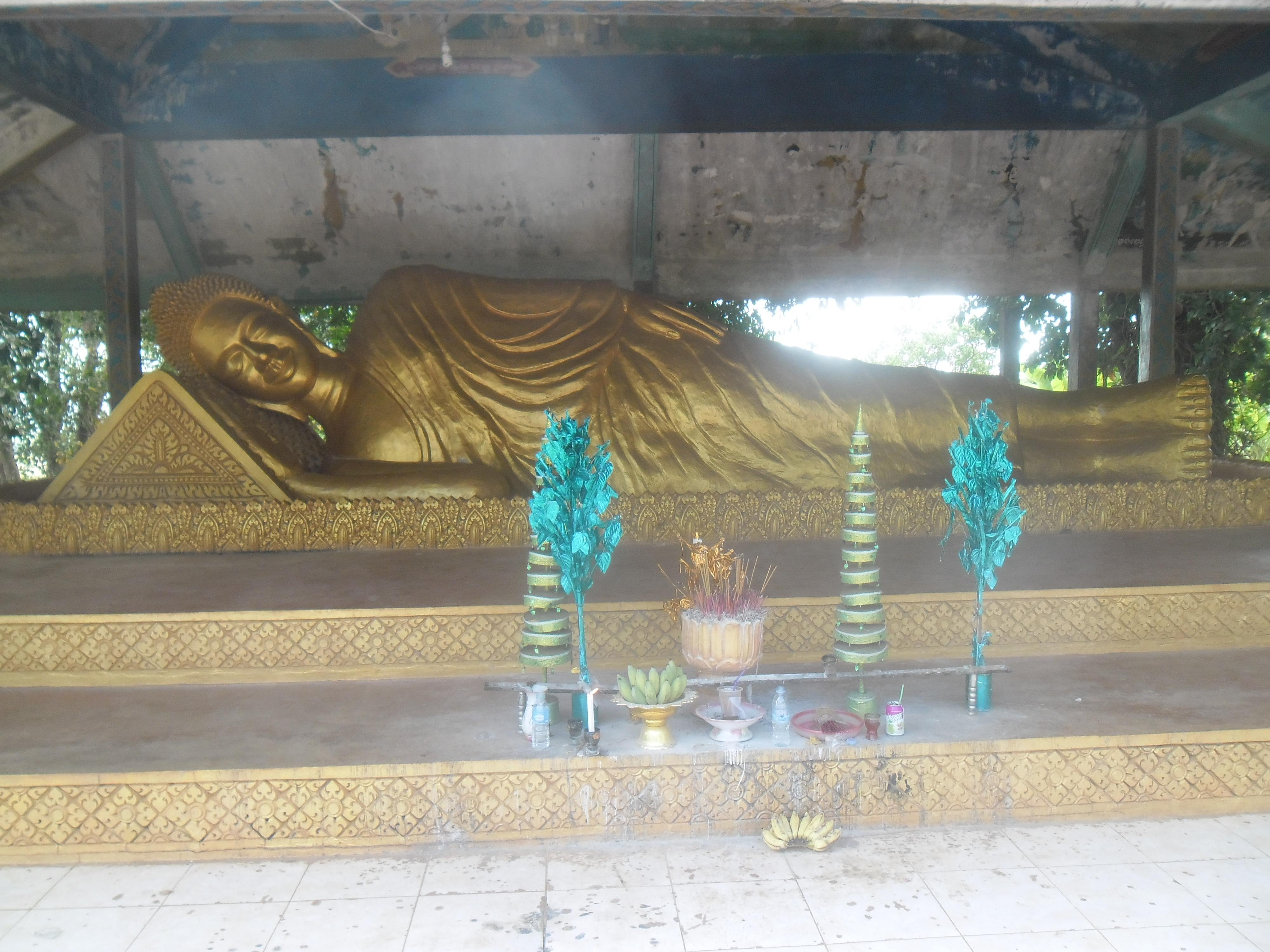
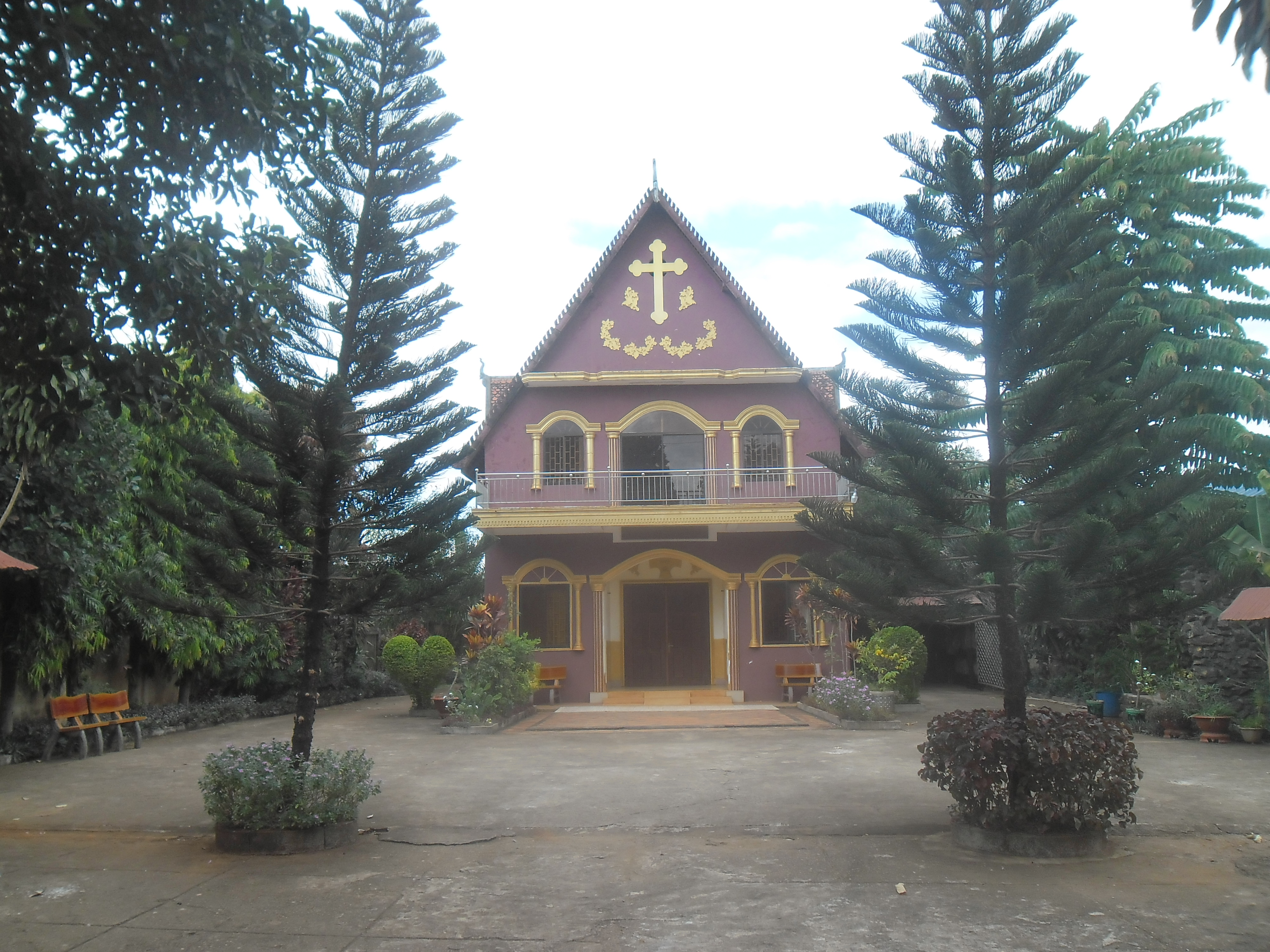
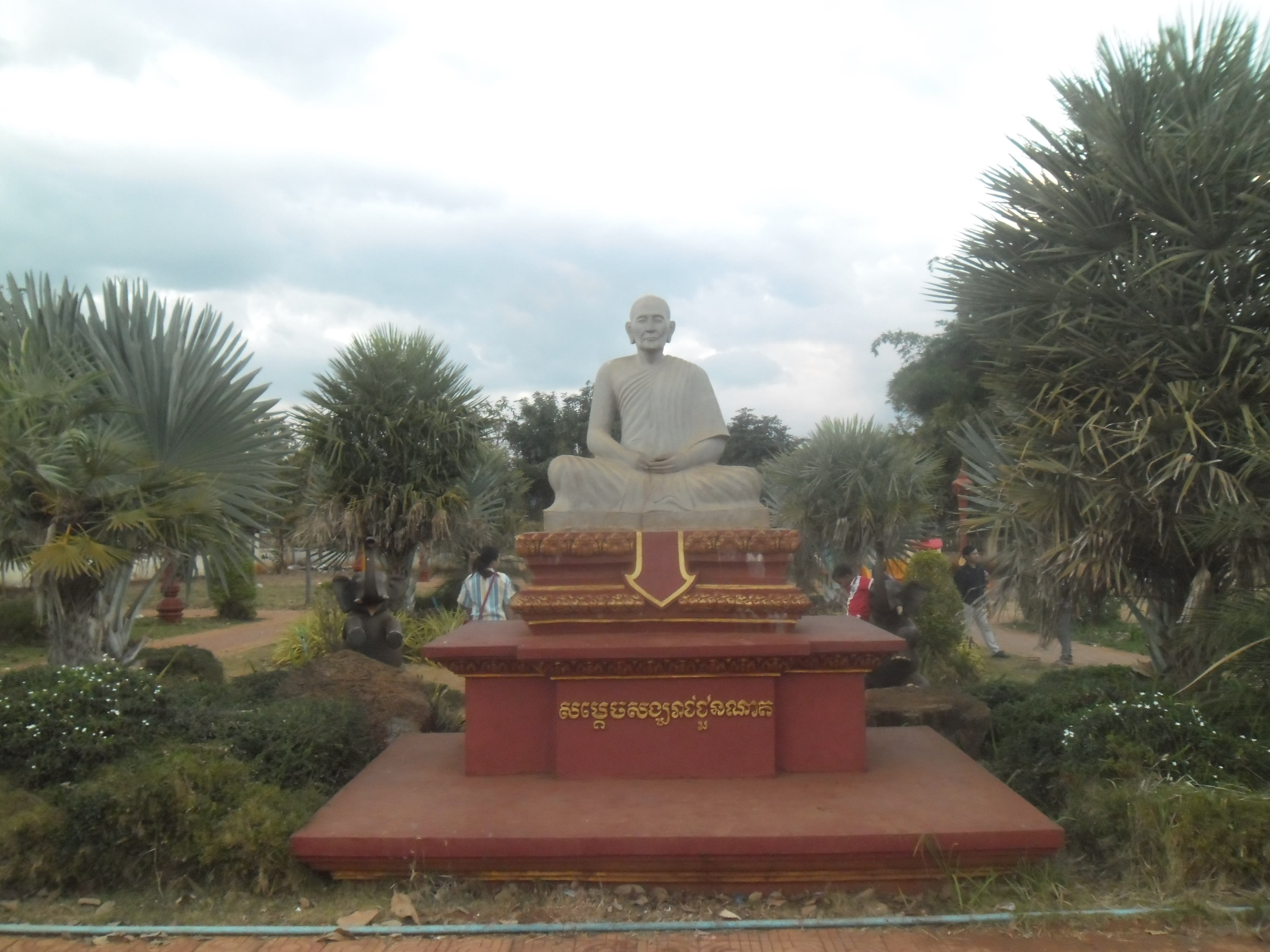
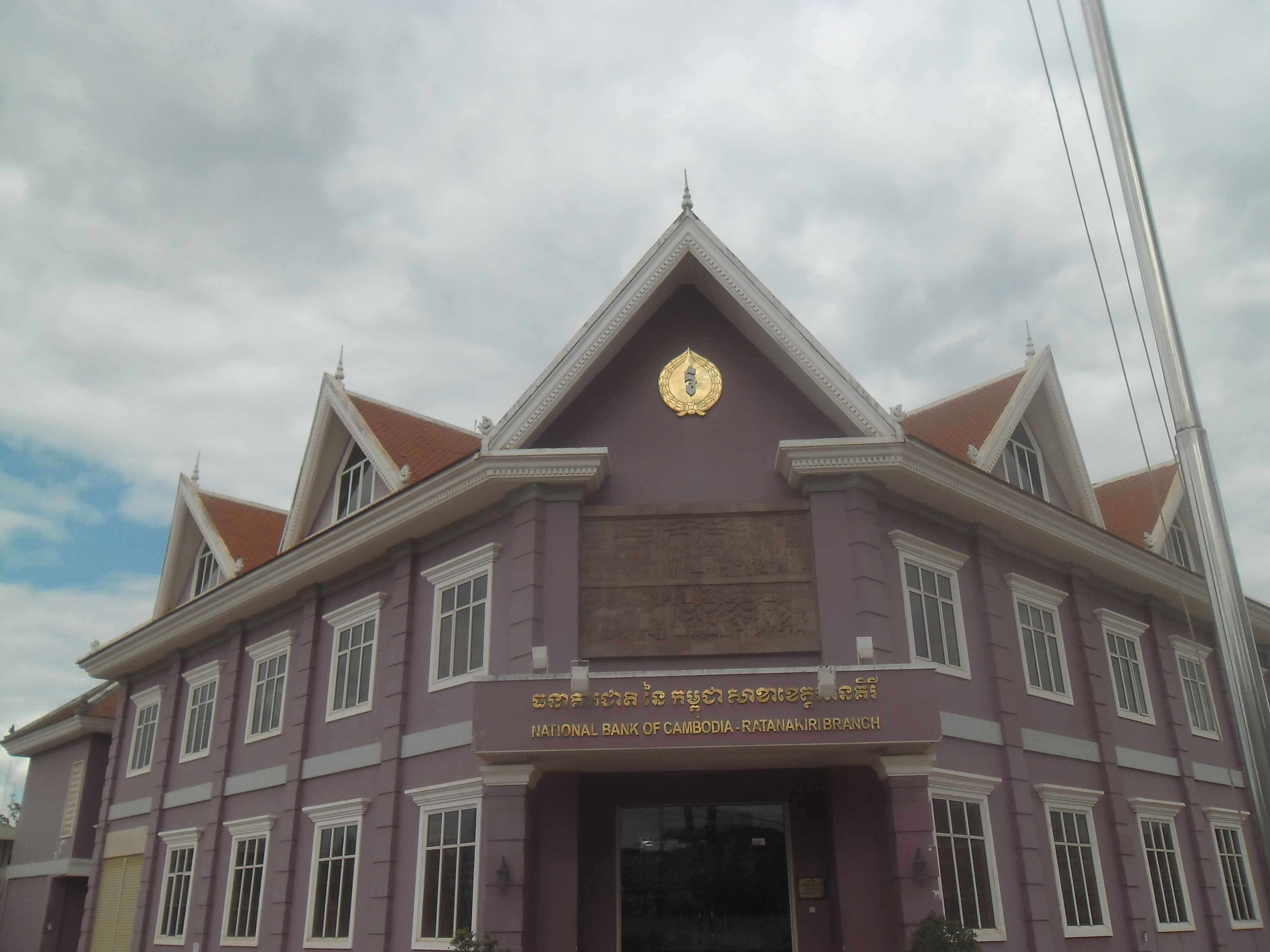
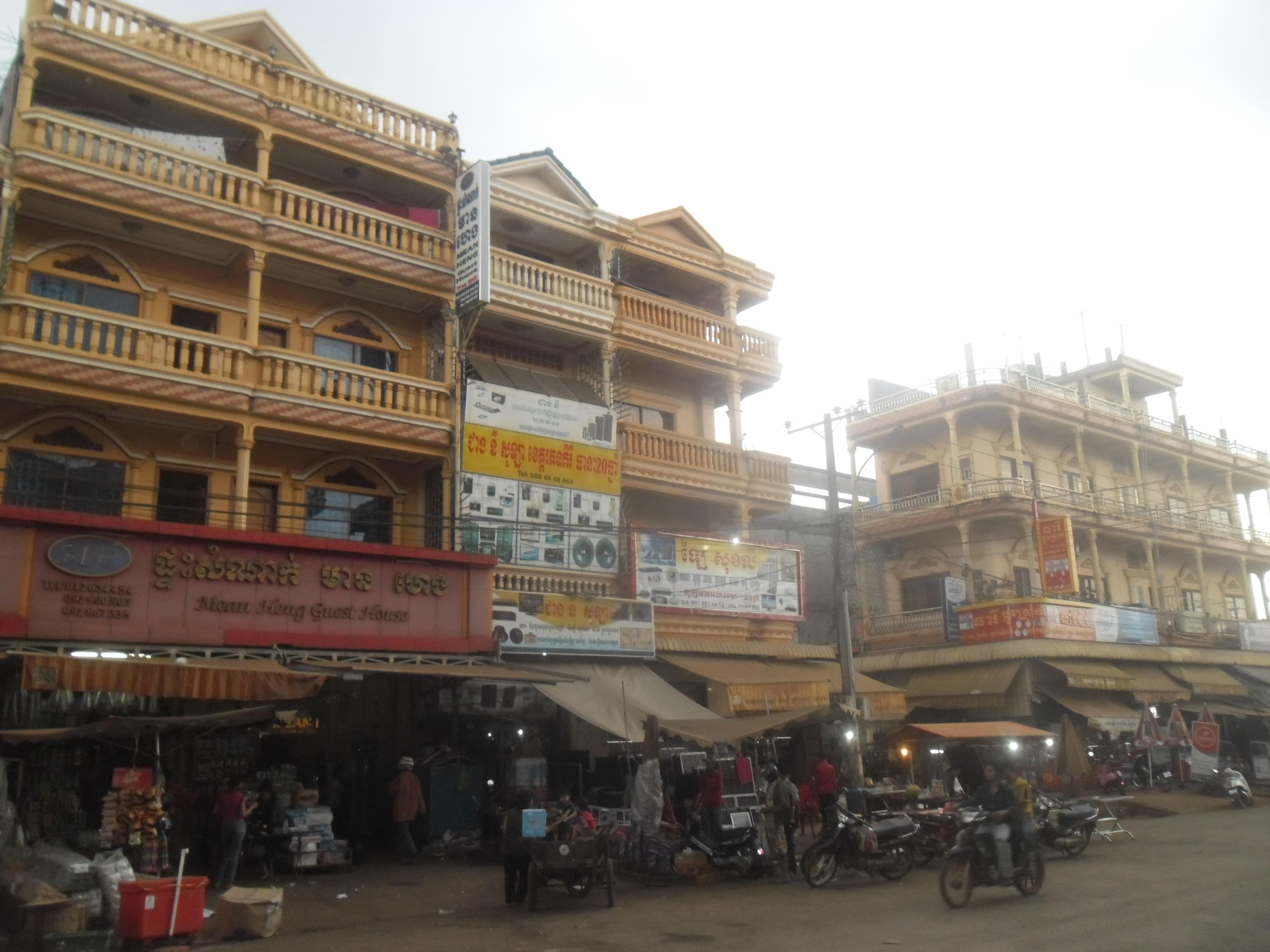
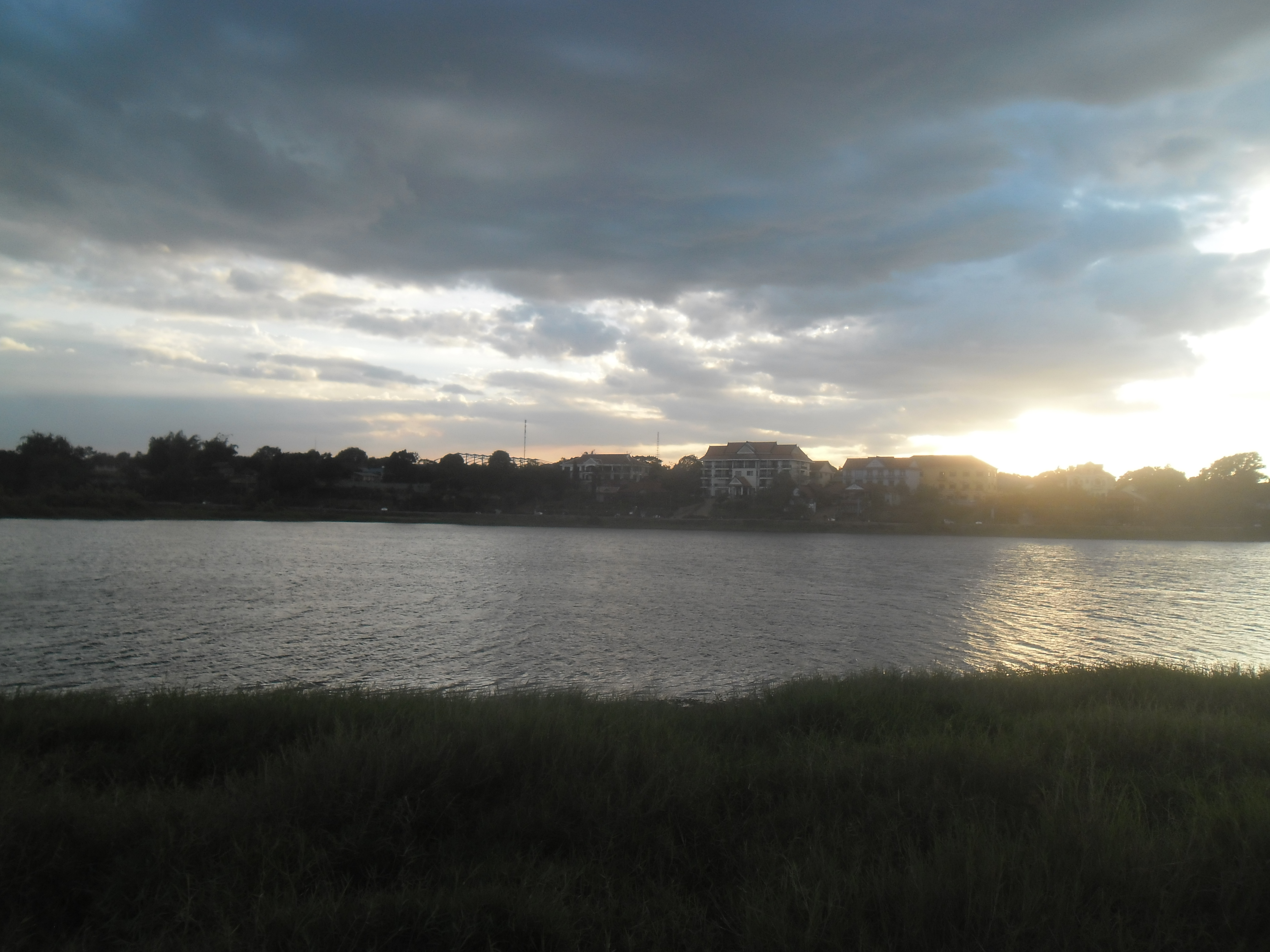
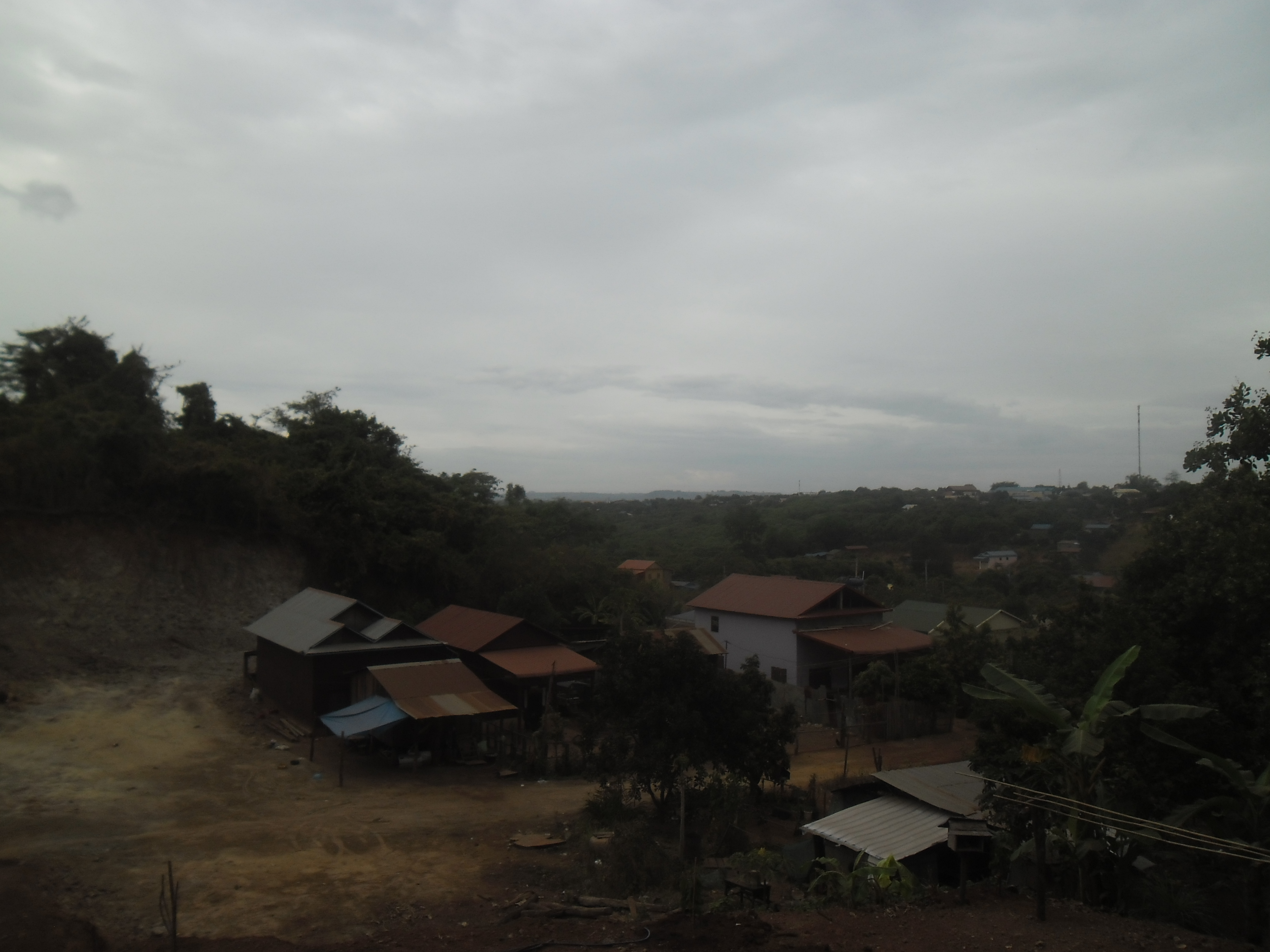